# Der Fall Mary Phagan
Der Fall Mary Phagan (Originaltitel: The Murder of Mary Phagan) ist eine amerikanische Miniserie aus dem Jahr 1988 unter der Regie von William Hale mit Jack Lemmon in der Hauptrolle.
Die Miniserie ist ein Drama, das die wahre Geschichte über die Lynchjustiz erzählt, die Anfang des 20. Jahrhunderts an Leo Frank begangen wurde. Er wurde in den Vereinigten Staaten wegen Mordes angeklagt und zum Tode verurteilt. Nach der Umwandlung in lebenslange Haftstrafe wurde er 1915 durch Hängen gelyncht.

## Handlung
Die Geschichte beginnt 1913 in Atlanta. Leo Frank, Leiter einer Fabrik in Marietta, Georgia, wird wegen des Mordes an der vierzehnjährigen Mary Phagan, einer Angestellten der Fabrik, angeklagt. Er wird auf dubiose Weise vor Gericht zum Tode verurteilt, da das Urteil unter dem Einfluss der Menschenmenge ausgesprochen wird, die zum Teil von der Presse aufgehetzt worden ist und sich während des Prozesses überall am und im Gerichtsgebäude aufhält.
Die Anfechtungen des Urteils scheitern, da es aber öffentlichen Druck aus anderen Teilen der USA gibt, beschließt der Gouverneur, den Fall wieder aufzurollen. Dabei wird ihm während der Untersuchung klar, dass Leo Frank unschuldig ist. Er entdeckt auch Gründe, um anzunehmen, dass in Wahrheit der Hauptzeuge der Anklage der Mörder ist. Deshalb beschließt er, die Todesstrafe in eine lebenslange Haft umzuwandeln, und sorgt dafür, dass Leo Frank zu seiner eigenen Sicherheit in ein Gefängnis außerhalb des Staates gebracht wird.
Trotzdem wollen viele Menschen im Staat Georgia die Entscheidung des Gouverneurs nicht akzeptieren. Eine Gruppe von ihnen entführt 1915 Leo Frank aus dem Gefängnis, um ihn zu lynchen. So wird er an einem öffentlichen Ort wegen seines vermeintlichen Verbrechens gehängt. Die Täter des Verbrechens werden nie angeklagt, der Gouverneur fällt in Ungnade, weil er versucht hat, das Richtige zu tun, der Staatsanwalt wird später Gouverneur und der vermeintlich echte Mörder wird nie bestraft.
Erst nach vielen Jahren gesteht ein Zeuge der einstigen Geschehnisse, dass der Hauptbelastungszeuge von Leo Frank, Jim Conley, der Mörder ist. Er hat es seinerzeit nicht ausgesagt, weil er ihm mit dem Tod gedroht hatte, sollte er aussagen. Außerdem hatte er Angst vor den Menschen in Georgia, weil sie von dem Wunsch besessen gewesen sind, Leo Frank tot zu sehen, da er reich und Jude gewesen ist.  Zudem litten die Menschen unter der damals herrschenden Wirtschaftskrise, weswegen sie sich danach gesehnt haben, jemanden dafür büßen zu lassen. Nach dieser Aussage wird Leo Frank später postum begnadigt.

## Kritiken
„Verfilmung eines authentischen Justizskandals, in dem ein Unschuldiger an dem Mord eines13jährigen [sic] Mädchens für schuldig befunden und gelyncht wird.“